# 18395 Schmiedmayer
18395 Schmiedmayer è un asteroide della fascia principale. Scoperto nel 1992, presenta un'orbita caratterizzata da un semiasse maggiore pari a 2,4116947 UA e da un'eccentricità di 0,1123829, inclinata di 4,78356° rispetto all'eclittica.